# Arbets- och näringsministeriet
Arbets- och näringsministeriet är ett ministerium i grundades vid ingången av 2008, då handels- och industriministeriet, arbetsministeriet samt inrikesministeriets enhet för regional utveckling sammanslogs. 
Genom bildandet av ministeriet sammanfogades de forna ministeriernas samt de från inrikesministeriet tillkomna enheternas ansvarsområden så att arbets- och näringsministeriet handhar ett omfattande fält; bland annat sysselsättnings- och arbetslöshetsfrågor, arbetsmiljöfrågor, kollektivavtal, medling i arbetstvister, regional näringspolitisk utveckling, energipolitik, klimatpolitik, företagens internationalisering samt konkurrens- och konsumentpolitiska frågor. Arbets- och näringsministeriet är uppbyggd av fyra avdelningar; avdelningen för sysselsättning och företagande, för arbetslivs- och marknadsfrågor samt innovations- respektive energiavdelningen. Ministerposterna inom arbets- och näringsministeriet är närings- respektive arbetsministern, assisterad av varsin statssekreterarpost. Underställda ministeriet är arbets- och näringsbyråerna, Arbetskraftsinstitutet, Arbetsrådet, Centralen för turistfrämjande, Civiltjänstcentralen, Energimarknadsverket, Försörjningsberedskapscentralen, Geologiska forskningscentralen, Konkurrens- och konsumentverket, Konsumentforskningscentralen, Mätteknikcentralen MIKES, Patent- och registerstyrelsen, Teknologiska utvecklingscentralen Tekes samt riksförlikningsmannens byrå.